# Swiss Chamber Concerts
La Swiss Chamber Concerts è una manifestazione musicale, di musica da camera, che si svolge nelle città svizzere di Basilea, Ginevra, Lugano e Zurigo.

## Storia
Fondato nel 1999 e diretto da Jürg Dähler (violinista / violista, Executive Master of Arts Administration University Zurich), Daniel Haefliger (violoncellista) e Felix Renggli (flautista), i Swiss Chamber Concerts sono il primo ciclo nazionale di concerti per musica da camera in Svizzera. I programmi tematici si basano sullo specchio della musica da camera vecchia e nuova. I Swiss Chamber Concerts commissionano ogni anno numerose nuove opere a compositori svizzeri e stranieri. Le oltre 150 creazioni mondiali, europee e svizzere e le prime esibizioni includono opere di Jean-Sélim Abdelmoula, Kalevi Ensio Aho, Valery Arzoumanov, George Benjamin, Harrison Birtwistle, William Blank, Nicolas Bolens, Ursina Maria Braun, Elliott Carter, Friedrich Cerha, Xavier Dayer, Thomas Demenga, Fjodor Druzhinin, Richard Dubugnon, Pascal Dusapin, Alfred Felder, Brian Ferneyhough, Gustav Friedrichson, Daniel Fueter, Beat Furrer, Franz Furrer-Münch, Eric Gaudibert, Stefano Gervasoni, Daniel Glaus, Rico Gubler, Edu Haubensak, David Philip Hefti, Heinz Holliger, Toshio Hosokawa, Martin Jaggi, Christian Jost, Mischa Käser, Rudolf Kelterborn, Thomas Kessler, Charles Koechlin, György Kurtág, Thomas Larcher, Hans Ulrich Lehmann, György Ligeti, Ursula Mamlok, Albert Moeschinger, Roland Mos Pagh-Paan, Robert HP Platz, Philippe Racine, Katharina Rosenberger, Michel Roth, Esa-Pekka Salonen, Aulis Sallinen, Andrea Lorenzo Scartazzini, Rodolphe Schacher, Martin Schlum pf, Daniel Schnyder, Valentin Silvestrov, Bettina Skrzypczak, Alessandro Solbiati, Robert Sutter, Fabio Tognetti, Fabio Vacchi, Nadir Vassena, Jürg Wyttenbach, Isang Yun, Hans Zehnder e Alfred Zimmerlin. I Swiss Chamber Concerts hanno tenuto oltre 600 concerti in Svizzera dal 1999. Il ciclo è in parte coprodotto con Swiss Radio SRF e supportato dallo Swiss Arts Council Pro Helvetia. Con la Swiss Chamber Academy e la Swiss Chamber Camerata, le attività del concerto sono state ampliate nel 2015 con un'offerta educativa per giovani musicisti professionisti. 

## Attività

### Basilea
I Swiss Chamber Concerts di Basilea seguono le orme del Kammerkunst Basel, fondato nel 1959 da (?) e diretto dal 1998 da Felix Renggli. I concerti si svolgono nella Grosser Saal der Musik-Akademie di Basilea, nella Gare du Nord e in varie chiese della città. 

### Ginevra
I Swiss Chamber Concerts di Ginevra sono iniziati nel 1999. Sono diretti da Daniel Haefliger. I concerti si svolgono nella Grande Sala del Conservatorio di Ginevra, nello Studio Ansermet e in vari altri luoghi della città. Ginevra tiene l'annuale Swiss Chamber Academy, fondata da Daniel Haefliger nel 2014, e organizza concerti con la Swiss Chamber Camerata. Hildegard Stauder è il presidente fondatore del Circolo degli amici di Ginevra SCC, istituito nel 2010. 

### Lugano
I Swiss Chamber Concerts di Lugano, che si tengono tutti nell'Aula Magna del Conservatorio della Svizzera Italiana, seguono le orme dei concerti precedentemente organizzati nel Teatro Sociale Bellinzona. Dal 2012 sono gestiti da Daniel Haefliger. 

### Zurich
I Swiss Chamber Concerts di Zurigo seguono le orme del ciclo di concerti di "Die Kammermusiker Zürich" fondata da Brenton Langbein nel 1960 e diretta da Jürg Dähler dal 1992. I concerti si svolgono nel Kleiner Tonhallesaal, nella St. Peter Kirche di Zurigo e in vari altri luoghi e case delle corporazioni della città. Coproduzioni sono state organizzate con il Pfingstfestival Schloss Brunegg dal 2015. „Inside the Insight“ è la serie di concerti privati del Circolo degli amici di Zurigo SCC, un'associazione diretta da Ulrike Kolb dal 2015 e fondata nel 2006 da Barbara Altwegg. 

## Swiss Chamber Soloists
Swiss Chamber Soloists è l'ensemble da camera del ciclo di concerti, fondato nel 1999 e guidato dai tre direttori artistici dei concerti da camera svizzeri.  

## Creazioni Mondiali et Prime Esecuzioni
PM Prima Mondiale 
PE Prima Europea 
CH Prima Svizzera 
| Season    | Works |
| --------- | --- |
| 2019–2020 | Ursina Maria Braun Quartetto per 2 violini, viola e violoncello PM Domenico Scarlatti Sonate, arrangiamento per trio d'archi di Jürg Dähler PM Mischa Käser „Atamason“, per Trio d'archi in diverse accordature PM Ludwig van Beethoven Sonata in Mi Maggiore op.109, arrangiamento di Jürg Wyttenbach CH Heinz Holliger „75. Variation over the Variation No Va/Vb of Ludwytt Beetenbach“, per pianoforte solo PM Toshio Hosokawa „Knoten“, per oboe e corno inglese CH Younghi Pagh-Pan „Schweigend lauschen“, per corno inglese solo CH György Kurtág pezzi per flauto solo PM David Philip Hefti „Mormorando“ per flauto, oboe, clarinetto e fagotto PM Johann Sebastian Bach Preludi e Fughe, arrangiamento per trio d'archi di Daniel Haefliger WP Harrison Birtwistle Duetti per 8 strumenti ad arco CH Stefano Gervasoni „Abi“ per trio d'archi WP |
| 2018–2019 | Xavier Dayer „De Umbris II“, per flauto e trio d'archi PM Stefano Gervasoni „Dunkler Lichtglanz“, per flatuo in sol, viola e violoncello PM Xavier Dayer „Car il n’est aucun lieu“, per flauto, oboe, violoncello e archi PM Heinz Holliger „Drei kleine Stücke“, per oboe solo PM Heinz Holliger „Mäusel-Duo“ per violino e violoncello PM Roland Moser „Albin Zollinger – um 1937“ per soprano, flauto contralto, oboe d'amore, viola e violoncello PM William Blank „Figures libres“ per flauto, clarinetto e viola PM Heinz Holliger „Epilog zu Panrei“, per flauto/flauto in sol, oboe/corno inglese, clarinetto basso, percussioni, violino e violoncello PM Franz Schubert „Schwanengesang“, arrangiamento per tenore, flauto in do/flauto contralto/flauto basso, oboe/corno inglese, viola, cello e arpa da Richard Dubugnon PM Richard Dubugnon „Lamentationen aus der Matratzengruft“, per flauto/flauto basso, oboe, arpa, viola e violoncello PM Johann Sebastian Bach Concerto per flauto, oboe, violino e archi in re minore BWV 1063 CH Elliott Carter „Poems of Louis Zukofsky“, per soprano e clarinetto CH Friedrich Eugen Thurner Quartetto N°1 in sol minore, per oboe, violino, viola e violoncello o CH Esa-Pekka Salonen „Pentatonic Etude“ per viola solo CH |
| 2017–2018 | Rudolf Kelterborn Duetto per oboe e corno inglese PM David Philip Hefti „à la recherche …“, per clarinetto, viola e pianoforte PM Kalevi Ensio Aho Quintetto per pianoforte e quartetto di fiati CH Charles Koechlin „The Portrait of Daisy Hamilton“, dieci pezzi da quaderni per un film immaginario op. 140, arrangiato per Sestetto d'archi di Otfrid Nies PM |
| 2016–2017 | Heinz Holliger „Drei Skizzen“ per violino e viola CH Rudolf Kelterborn Quartetto per 8 strumenti a fiato PM Katharina Rosenberger Trio d'archi PM Fanny Hensel-Mendelssohn „Fünf Lieder“, trascrizione per soprano e quartetto d'archi di Otfried Nies CH Egon Wellesz „Sonette der Elizabeth Barrett-Browning“ per soprano e quartetto d'archi CH Mischa Käser Quartetto d'archi PM Bettina Skrzypczak „Noema“, per flauto, violino e violoncello PM |
| 2015–2016 | Franz Schubert „Die schöne Müllerin“ per tenore e 10 strumenti CH Valery Arzoumanov „Scherzo“ per pianoforte e archi PM Nadir Vassena „Vertigini del silenzio“ per quartetto d'archi PM Paul Hindemith „Melancholie“ per soprano e quartetto d'archi CH Heinz Holliger „Increschantüm“ per soprano e quartetto d'archi CH Wolfgang Amadeus Mozart „Fantasie“ per flauto, oboe e trio d'archi, arrangiamento di Markus Brönimann CH Heinz Holliger Piece per flauto, oboe, viola, violoncello e Glass harmonica PM Xavier Dayer „Come heavy sleep“ per flauto, viola e violoncello PM Robert HP Platz „Wunderblock“ per flauto contralto in sol, clarinetto basso, trio d'archi e percussioni CH Joseph Haydn „Notturno“ per flauto, oboe e trio d'archi, arrangiamento di Markus Brönimann CH Helmut Lachenmann „Fünf Variationen on a theme of Franz Schubert“ per pianoforte Solo CH Elliott Carter „Epigrams“ per pianoforte, violino e violoncello CH |
| 2014–2015 | Heinz Holliger „Berceuse pour M.“ per corno inglese solo PM Nicolas Bolens „… und weiter“ per flauto, oboe e trio d'archi PM Valery Arzoumanov Quartetto per pianoforte e trio d'archi su un tema diMahler PM Daniel Fueter „oultremer“, piccola Cantata su un testo di Blaise Cendrars PM Ursula Mamlok Concert-piece per flauto, oboe, viola and percussioni CH Alessandro Solbiati „Gesang ist Dasein“ per voce e corno inglese PM Heinz Holliger „Drei kleine Szenen“ per violino solo CH Esa-Pekka Salonen „Homunculus“ per quartetto d'archi CH Aulis Sallinen Trio d'archi N° 3 “Some aspects of Peltroniemi Fintrik’s Funeral March” CH Elliott Carter „Nine by Five“ per quintetto di fiati CH |
| 2013–2014 | Heinz Holliger „Récit“ per quattro timpani PM David Philip Hefti „Magma“, Klangfunken per trio d'archi PM Xavier Dayer „Nocturne“ per flauto, oboe e trio d'archi PM Rudolf Kelterborn „Five pieces“ per oboe e Piano PM Friedrich Cerha Trio d'archi CH Nadir Vassena „Quaderno del buio“ per voce e quartetto d'archi PM Alban Berg „Sieben frühe Lieder“, arrangiamento per soprano e quartetto d'archi di Heime Müller CH Elliott Carter Trio d'archi CH |
| 2012–2013 | Bettina Skrzypczak Sestetto per quintetto di fiati e pianoforte PM Alessandro Solbiati „Epos“, per corno inglese e trio d'archi PM Heinz Holliger „Acht Gesänge“. per soprano e violino PM Gabriel Fauré „La chanson d’Eve“, arrangiamento per soprano e quartetto d'archi di Otfried Nies PM Hugo Wolf „Vier Liede“r, arrangiamento per voce e quartetto d'archi di Maximilian Matesic PM Heinz Holliger „Partita (II)“ per Arpa sola PM Martin Schlumpf „Mirror images“ per viola, violoncello e pianoforte PM Hans Ulrich Lehmann „Without words“ per viola e pianoforte PM |
| 2011–2012 | Heinz Holliger „Gedicht von Mechthild von Magdeburg“ per soprano e violino PM Heinz Holliger „Vierstimmiges Madrigal“, versione per soprano e tre strumenti a corda PM Gabriel Fauré „Chanson de Mélisande“, arrangiamento per soprano e quartetto d'archi di Otfried Nies PM Jürg Wittenbach Duo per flauto e violoncello PM Ernst Bloch Quartetto op. posth. per quartetto d'archi CH Rodolphe Schacher Quintetto per 2 violini, 2 viole e violoncello PM |
| 2010–2011 | Iannis Xenakis „Ittidra“, per sestetto d'archi CH Heinz Holliger „Machaut-Transkriptionen“ per quattro voci e tre viole PM Elliott Carter „Figment V“ per marimba sola PE Roland Moser „Ein kleines Gedenkblatt an Erich“ per oboe solo PM Elliott Carter „Tre duetti“ per violino e violoncello PE Beat Furrer „…ferner Gesang…“ per clarinetto e trio d'archi CH Xavier Dayer „Mémoire, cercles“ per oboe e trio d'archi PM Harrison Birtwitstle Quartet per oboe e trio d'archi PM Pascal Dusapin „Microgrammes“, Sette pezzi per trio d'archi PM |
| 2009–2010 | Eric Gaudibert „Warum“ per flauto, oboe e clarinetto PM Jean Selim Abdelmoula „Promenade nocturne“ per flauto, clarinetto, violino e violoncello e oboe PM William Blank „Collage“ per flauto, clarinetto e viola PM Heinz Holliger Sample of 24 Duos per due violini PM Rudolf Kelterborn Quartetto per oboe/corno inglese e trio d'archi PM Harrison Birtwistle „Of sweet desorder and the carefully careless“ per oboe e trio d'archi PM Mischa Käser „7 festliche Bagatellen“ per soprano, flauto, oboe, corno, viola, violoncello, percussioni e pianoforte PM Gustav Friedrichson „Nach Haus“ per soprano, oboe, clarinetto e violino PM Xavier Dayer „Solus cum Solo“ per violoncello solo PM Elliott Carter „Duettino“ per violino e violoncello PE Elliott Carter Quintetto per clarinetto e trio d'archi PE Johann Sebastian Bach Preludes and Fuges BWV 882 et BWV 858 , arrangiamento per trio d'archi di Daniel Haefliger PM Xavier Dayer „De Umbris“ per flauto e quartetto d'archi PM |
| 2008–2009 | William Blank „Traces“ per trio d'archi PM Elliott Carter Sonatine per oboe e pianoforte PM Eric Gaudibert „Miniatures“ per quartetto d'archi CH Alfred Zimmerlin „at the still point, there the dance is“ per viola sola CH Nadir Vassena „Coreografie incerte“ per flauto, viola e violoncello PM |
| 2007–2008 | Peter Waters „Songlines No.5“ per violino, violoncello e pianoforte PM György Kurtag „6 Moments musicaux“ op.44 per quartetto d'archi CH Heinz Holliger „(é)cri(t)“ per flauto solo CH Roland Moser „Pivents“ per pianoforte e gruppo di fiati PM Modest Mussorgski „Tableaux d’une exposition“, arrangiamento per pianoforte e quintetto di fiati CH |
| 2006–2007 | Mischa Käser 1. Quartetto d'archi PM Xavier Dayer „Mais je me suis enfuis“ per flauto, oboe, viola e violoncello PM Eric Gaudibert 2. Quartetto d'archi PM |
| 2005–2006 | Thomas Kessler „Oboe Control“ per oboe solo e elettronica PM Michel Roth „Skytale“ per clarinetto, violoncello e pianoforte PM Alfred Zimmerlin 3. Quartetto d'archi PM Elliott Carter „Mosaic“ per gruppo da camera PE |
| 2004–2005 | Rico Gubler „IR“ per clarinetto, viola e pianoforte PM Eric Gaudibert „Au-delà“ per flauto, viola e violoncello PM Franz Furrer-Münch „Freundliche Landschaft“ per viola sola PM |
| 2003–2004 | Jürg Wyttenbach „Una chica en Nirvana“ per clarinetto cantante PM Robert Suter Music per baritono e ensemble da camera PM Eric Gaudibert „Message(s)“ per violoncello e quartetto d'archi PM Hans Ulrich Lehmann „Viola in all moods and senses“ per viola sola PM Martin Jaggi „Megalith“ per pianoforte e quintetto di fiati PM |
| 2002–2003 | Rudolf Kelterborn 6. Quartetto d'archi PM William Blank „Wounds“ per flauto, oboe, violino e violoncelo PM Mischa Käser „Three Fantasies“ per tre viole da gamba e trio d'archi PM Edu Haubensak Ottetto d'archi PM |
| 2001–2002 | Eric Gaudibert „remember…“ per violoncello e elettronica PM Fabio Tognetti „Contrasts“ per violino, clarinetto, violoncello e pianoforte PM Fabio Vacchi „Veglia seconda“ per violoncello e pianoforte PM |
| 2000–2001 | Daniel Schnyder „Sketches“ per violino, violoncello and Piano CH Daniel Schnyder „Zoom in“ per Saxophone e quartetto d'archi PM György Kurtág „Message – Consolation“ per Christian Sutter per contrabbasso solo CH Hans Ulrich Lehmann „Ritardando“ per violino, violoncello e quartetto d'archi PM Franz Furrer-Münch „11 Szenen“ per Glass harmonica, flauto, oboe, violino e violoncello PM Xavier Dayer „Shall I revisit these same differing fields“ per violino, violoncello e pianoforte PM Nadir Vassena „Rivolto verso il mare – rivolto verso terra“ per viola and violoncello PM |
| 1999–2000 | Mischa Käser Piano Quartet per violino, viola, violoncello e pianoforte PM Roland Moser „…e torna l’aria della sera…“ per oboe d’amore e violoncello CH Fjodor Druzhinin „Über Gipfeln ist Ruh“ per soprano, flauto, viola e arpa CH |

## Discografia
| Anno | Titolo/ Compositore / Brani | Artisti | Etichetta / N° catalogo    | Formato |
| ---- | --- | --- | -------------------------- | ------- |
| 2020 | DAYER Xavier Dayer - Solus cum Solo (2009) per violoncello solo - Come heavy sleep (2016) per flauto, viola e violoncello - De Umbri (II) (2018) per flauto e trio d'archi - Mémoire, cercles (2011) per oboe e trio d'archi - Nocturne (2014) for oboe, flauto e trio d'archi | Heinz Holliger, oboe Felix Renggli, flauto Irene Abrigo, violino Daria Zappa, violino Jürg Dähler, viola Daniel Haefliger, violoncello | Claves / CD 3007           | CD      |
| 2018 | CEHRA Friedrich Cehra - 8 Sätze Nach Hölderlin-Fragmenten (1995) per sestetto d'archi - Quintetto (2007) per oboe e quartetto d'archi - 9 Bagatellen (2008) per trio d'archi | Heinz Holliger, oboe Corinne Chapelle, violino Meesung Hong Coleman, violino Esther Hoppe, violino Hanne Weinmeister, violino Daria Zappa, violino Hannes Bärtschi, viola Jürg Dähler, viola Daniel Haefliger, violoncello | Claves / 50-1816           | CD      |
| 2017 | SHOSTAKOVICH Dmitri Shostakovich - Trio per pianoforte, violino e violoncello N°1 in do minore op. 8 (1923) - Trio per pianoforte, violino e violoncello N°2 in mi minore op. 67 (1944) - Sonata per violino e pianoforte op. 134 (1968) | Ilya Gringolts, violino Daniel Haefliger, violoncello Gilles Vonsattel, pianoforte | Claves / 50-1817           | CD      |
| 2017 | FAIRY TALES WITHOUT WORDS Robert Schumann - Märchenbilder, Op. 113 per viola e pianoforte Hans Ulrich Lehmann - "Without Words", 7 pezzi per viola e pianoforte Robert Schumann - Märchenerzählungen, Op. 132 per clarinetto, viola e pianoforte György Kurtág - Hommage à R, Sch., Op. 15d per clarinetto (e percussioni), viola e pianoforte | Jürg Dähler, viola François Benda, Clarinet Gilles Vonsattel, pianoforte | GENUIN / GEN 17485         | CD      |
| 2015 | MACHAUT- TRANSKRIPTIONEN Guillaume de Machaut - Ballade IV Biaute Qui Toutes Autre Pere Guillaume de Machaut / Heinz Holliger - Ballade IV per tre viole Guillaume de Machaut - Ballade XXVI Donnez, Seigneur Guillaume de Machaut / Heinz Holliger - Ballade XXVI per tre viole Guillaume de Machaut - Double Hoquet (Hoquetus David) Guillaume de Machaut / Heinz Holliger - Triple Hoquet (Nach Hoquetus David) Guillaume de Machaut / Heinz Holliger - Lay VII per quattro voci Guillaume de Machaut / Heinz Holliger - In(ter)ventio a 3 Und Plor- / Prol- / Or- ation per tre viole Guillaume de Machaut / Heinz Holliger - Complainte (Aus Reede De Fortune) und Epilog per quattro voci e tre viole | Gordon Jones, Baritone David James, Countertenor Rogers Covey-Crump, Tenor Steven Harrold, Tenor Geneviève Strosser, viola Jürg Dähler, viola Muriel Cantoreggi, viola | ECM / ECM 2224             | CD      |
| 2015 | FLUTE CONCERTOS Carl Philipp Emanuel Bach - Concerto per flauto in la minore, WQ 166 (1750) Francois Devienne - Concerto per flauto N° 2 in re maggiore (1783) Carl Philipp Emanuel Bach - Concerto per flauto in re minore, dopo WQ 22 (1747) | Felix Renggli, flauto Brian Dean, violino concertante Chamber Academy Basel | GENUIN / GEN 15338         | CD      |
| 2014 | MUSIC WITH WINDS Wolfgang Amadeus Mozart - Quartetto per flauto, violino, viola e violoncello N°1 in re maggiore, K. 285 - Quartetto per oboe, violino, viola e violoncello in fa maggiore, K. 370 (K. 368b) - Quintetto per clarinetto e quartetto d'archi in la maggiore, K. 581 | Felix Renggli, flauto Heinz Holliger, oboe François Benda, clarinetto basso Esther Hoppe, violino Daria Zappa, violino Jürg Dähler, viola Daniel Haefliger, violoncello | GENUIN / GEN 14319         | CD      |
| 2014 | HEINZ HOLLIGER Heinz Holliger - Romancendres (2003) per violoncello e pianoforte - Feuerwerklein zum "Quatorze juillet" (2012) per pianoforte solo - Chaconne (1975) per violoncello solo - Partita (1999) per pianoforte solo | Daniel Haefliger, violoncello Gilles Vonsattel, piano | GENUIN / GEN 14330         | CD      |
| 2011 | INDUUCHLEN Heinz Holliger - Toronto-Exercices (2005) per flauto / flauto alto, clarinetto in si bemolle, violino, arpa e poesie di marimba - Poemi di Anna Maria Bacher - Puneigä (2000-2002) - dieci brani con intermezzi basati su poesie di Anna Maria Bacher (in Pumatter Titsch) per soprano, flauto, clarinetto, corno in fa, viola, violoncello e percussioni (con cimbalum) - Poemi di Albert Streich - Induuchlen (2004) - quattro canzoni dopo "Briensertiitsch Väärsa" di Albert Streich per controtenore (con registro baritono) e corno naturale in Fa e Eb - Ma'mounia (2002) per batteria solista e quintetto strumentale | Felix Renggli, flauto / flauto contralto / flauto basso / piccolo Olivier Darbellay, corno francese / corno naturale Ursula Holliger, arpa Matthias Würsch, marimba / percussioni Cimbalom Bahar Dördüncü, pianoforte Sylvia Nopper, soprano Jürg Dähler, violino, viola Daniel Haefliger, violoncello Anna Maria Bacher, Recitazione Albert Streich, Recitazione     | ECM / ECM 2201             | CD      |
| 2011 | FABLES Alberto Ginastera - Duo (1945) Op. 13 per flauto e oboe Wilhelm Friedemann Bach - Sonata N°1 in mi minore (1733–1746) Robert Suter - 5 Duetti (1967) per flauto e oboe Wilhelm Friedemann Bach - Sonata N°3 in mi bemolle maggiore (1733–1746) Albert Moeschinger - Sept Fables (1979) Wilhelm Friedemann Bach - Sonata N°4 in fa maggiore (1733–1746) | Felix Renggli, flauto Heinz Holliger, oboe | GENUIN / GEN 11211         | CD      |
| 2008 | HAPPY BIRTHDAY, ELLIOTT CARTER! Elliott Carter - Mosaic (2004) per arpa, flauto, oboe, clarinetto, violino, viola violoncello e contrabbasso - Figment IV (2007)per viola sola - Enchanted Preludes (1988)per flauto e violoncello - Tempo e Tempi (1999) per Soprano, oboe, clarinetto, violino e violoncello - HBHH (2007) per oboe Solo - Two Fragments (1994 / 1999) per quartetto d'archi - Oboe Quartet (1995) per oboe e trio d'archi | Silvia Nopper, soprano Felix Renggli, flauto Emanuel Abbühl, oboe Heinz Holliger, oboe / corno francese François Benda, clarinetto Elmar Schmid, clarinetto Ursula Holliger, arpa Esther Hoppe, violino Daria Zappa, violino Carolin Widmann, violino Jürg Dähler, violino / viola Christoph Schiller, viola Daniel Haefliger, violoncello Edicson Ruiz, contrabbasso | Neos Classics / NEOS 10816 | CD      |
| 2008 | WORKS FOR FLUTE SOLO Johann Sebastian Bach - Partita in la minore per flauto traverso , BWV 1013 Heinz Holliger - pour Roland Cavin (2005) Trio per flauto alto, piccolo e flauto - "(é)cri(t)" (2006) per flauto solo Carl Philipp Emanuel Bach - Sonata in la minore, WQ. 132 Heinz Holliger - "(t)air(e) (1980/83) per flauto solo - "Schlafgewölk" (1984) - Sonate (in)solit(air)e (1995/96) per flauto solo - "Petit Air" (2000) per flauto solo | Felix Renggli, flauto / flauto alto, Anne Laure Pantillon, piccolo Anne Parisot, flauto Matthias Würsch, campane | GENUIN / GEN 88129         | CD      |
| 2007 | JOHANNES SEBASTIAN BACH - Goldberg Variationen BWV 988 (arrangiamento per trio d'archi di Dmitry Sitkovetsky), eseguita su strumenti storici da Jacobus Stainer | Hanna Weinmeister, violino Jürg Dähler, viola Thomas Grossenbacher, violoncello | Neos Classics / NEOS 30801 | CD      |
| 2001 | FANTASIA TELEMANIA Georg Philipp Telemann - Fantasia in la maggiore Bettina Skrzypczak - Mouvement per flauto solo Georg Philipp Telemann - Fantaisie in la minore Xavier Dayer - To the sea Georg Philipp Telemann - Fantaisie in si minore Mathias Steinauer - Phantasos Georg Philipp Telemann - Fantaisie in si maggiore Robert Suter - Notturno Appassionato per flauto contralto in sol Georg Philipp Telemann - Fantaisie in do maggiore Roland Moser - Intermezzo for piccolo / flauto traverso Georg Philipp Telemann - Fantaisie in re minore Heinz Holliger - Passacanaille per flauto solo Georg Philipp Telemann - Fantaisie in re maggiore Jacques Wildberger - Fantasia Sul Re per flauto contrabbasso in do Georg Philipp Telemann - Fantaisie in mi minore Nadir Vassena - Come Perduto Nel Mare Un Bambino Georg Philipp Telemann - Fantaisie in mi maggiore Christoph Neidhöfer - Interlude per flauto contralto in sol Georg Philipp Telemann - Fantaisie in fa diesis minore Hans Ulrich Lehmann - Tele-(Man(n)ia per flauto basso solo Georg Philipp Telemann - Fantaisie in sol maggiore Bernhard A. Batschelet - Intrata Georg Philipp Telemann - Fantaisie in sol maggiore | Felix Renggli, flauto | MGB / CTS-M 73             | CD      |
| 2000 | SCHUMANN Robert Schumann - Quintetto per pianoforte, 2 violini, viola e violoncello op.44 - Quartetto per pianoforte, violino, viola e violoncello op.47 | David Abbott, pianoforte Jürg Dähler, violino Urs Walker, violino Valérie Dähler-Mulet, viola Daniel Haefliger, violoncello | Claves / CD 50 - 2008      |         |